# Protogygia biclavis
Protogygia biclavis är en fjärilsart som beskrevs av Augustus Radcliffe Grote 1879. Protogygia biclavis ingår i släktet Protogygia och familjen nattflyn. Inga underarter finns listade i Catalogue of Life.

## Bildgalleri

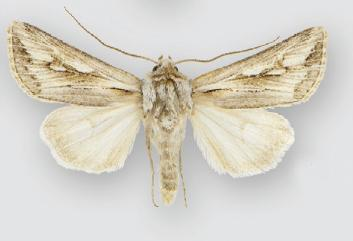